# Kacskovics Lajos
Kacskovics Lajos (Mohora, 1806. május 29. – Sőjpuszta, 1891. december 9.) gazdasági és politikai író, politikus, ügyvéd, az MTA tagja. Kacskovics Károly öccse, Szerémy Zoltán színművész és Szerémy Gizella színésznő anyai nagyapja.

## Élete
Kacskovics Ferenc földbirtokos és Tamaskovics Borbála fia. A gimnáziumot Pesten (1814-től 1818-ig) végezte, mindig az elsők között és gyakran kitüntetve; a bölcseletet a váci líceumban tanulta. A jogi tudományokat 1823-tól a győri jogakadémián, a két utóbbi évet azonban a pesti egyetemen hallgatta, majd gyakorlati pályára lépett. Még mint gimnazista megtanult latinul és németül; mint jogász megtanulta a francia nyelvet (később megtanult angolul is.)
Az 1825. évi országgyűlés alatt mint királyi táblai jegyző (jurátus) lépett a közéletpályára. Az országgyűlés után Kacskovics társadalmi kedvező viszonyainál fogva az Aurora-körbe, a nemzeti haladásnak ez irányadó irodalmi társaság körébe lépett; megismerkedett Kisfaludy Károllyal, Szemere Miklós útján Bajzával, majd Vörösmartyval, Toldyval, Zádorral és másokkal, kiknek buzdítására költeményeivel föllépett az akkori folyóiratokban. De a költészet nem az ő világa volt; a természettudományok iránt erősebben vonzódott.
Családi viszonyainál fogva a jogászi pályára szánta élete munkásságát és 1829-ben ügyvédi oklevelet szerzett; előbb Eötvös József, majd Fejes Antal királyi ügyigazgatósági ügyészhez állott segédül. A magyar királyi kincstár királyi biztosi minőségben főnökét Fejes Antalt a bányavárosokba küldötte, 1831 elején Kacskovics is vele indult Selmecre, majd Körmöcre. Ezen kirándulás alatt tett munkálkodásának hatása alatt a Magyar Tudományos Akadémia 1837. szeptember 7-én levelező tagjai sorába választotta. Szorgalmasan kutatta a levéltárakat.
Eközben Pozsonyban megnyílt az 1832. évi országgyűlés. Kacskovics politikai és jogi ismereteinek bővítése végett vágyván oda, Nógrád vármegye egyik követe mellett, mint gróf Bertholdt József abszentista képviselője vett abban részt. Itt azon szerencsében is részesült, hogy a haza akkori nevezetesebb férfiaival, gr. Széchenyi Istvánnal, báró Wesselényi Miklóssal, Kossuth Lajossal, Bezerédj Istvánnal és másokkal közelebbi ismeretségbe jutott. Itt Constitutionnel cím alatt egy diétai hírlapot kezdett kiadni; midőn Kossuth Országgyűlési Tudósításait megindította, Kacskovics lapjának folytatásától visszalépett; azonban a kerületi ülések naplójának szerkesztői mellé, a naplónak tollba mondójává őt választották.
Másfél évet töltött Pozsonyban, azután visszatért Pestre. Hazánkban a magyar nemzetiségnek minden irányban terjesztése céljából alakult Országos Kisdedóvó Egyesületbe lépett, annak ügyét hathatósan előmozdította és buzgó titkára volt; főérdeme, hogy tíz évvel később Magyarországon a kisdedóvóintézetek száma hetvenre szaporodott.
Eközben ügyvédi pályáját elhagyta és 1837-ben az éppen keletkezőben levő Országos Magyar Gazdasági Egyesület titkárának választotta meg. 1843. május 21-én Pest városa főjegyzői tollát adta kezébe. Ekkor a kisdedóvói- és gazdasági egyesületek titkárságáról lemondott ugyan, de ezek céljainak előmozdításával élete végéig foglalkozott. A fővárosnál különösen a magyar nyelv jogos fölényének elismertetésére törekedett szakadatlanul.
A magyar lovas és gyalog polgári őrsereg magyar vezényszavait harmadmagával gyűjtötte és szerkesztette össze. 1848-ban képviselő lett; ott volt Debrecenben, majd Buda bevétele után ismét Pesten; miniszteri osztálytanácsos lett. Volt Szegeden, majd Világos után bujdosni kényszerült, végül meg ősi fészkében húzódott meg és mezőgazdasággal, valamint gyermekeinek oktatásával foglalkozott.
Az 1860. évi politikai fordulat ismét az alkotmányos küzdelmek árjaiba sodorta. Újra végigjátszotta szerepét, mint Pest városi főjegyző és az 1861 országgyűlésre ferencvárosi képviselő. A rövid alkotmányoskodás után hivataláról lemondott és ismét az Országos Kisdedóvó Egyesület és a magyar iparbank rendes ügyésze, az új alakzatban felújult Országos Kertészeti Társulatnak titkára lett.
Amikor a magánélet követelményei szülőföldjére, gazdasága közelébe szólították, akkor sem vonakodott a közszolgálat terheitől. 1865-ben a Nógrád megyei királyi törvényszéknél vállalt bírói hivatalt és itt működött, míg 1874-ben hanyatló testi ereje nyugalomba vonulni késztette. De azontúl is, mint megyei bizottsági tag részt vett a közélet mozzanataiban. Meghalt 1891. december 9-én Sőjpusztán. A Magyar Tudományos Akadémián 1892. április 25-én Nagy Iván tartott fölötte emlékbeszédet.

## Munkássága
Főjegyzőként a magyar nyelv jogos fölényének elismertetésére törekedett. Több nyelven beszélő, művelt ember, a reformkor jellegzetes alakja, a nemesség haladóbb, modernebb részéhez tartozott. Kapcsolatba került Kossuth Lajossal, Bajza Józseffel, Vörösmarty Mihály köreivel, később Széchenyivel is. Tagja lett a „Közbátorsági Bizottmány”-nak, erről Petőfi Sándor is beszámol a Nemzetőrben.
Ügyvédként Eötvös Józsefnél dolgozott, majd a királyi ügyigazgatósághoz került ügyvédnek. Életében jelentős esemény az, hogy Selmecbányai látogatásakor kapcsolatba került az ércbányászattal. Ennek az utazásának eredménye lett, hogy a Magyar Tudományos Akadémia első bányász tagja lett. Részt vett az első, pátensként kihirdetett bányatörvény szerkesztésében. Kacskovics Lajos a jó köztisztviselő mintaképe: igyekezett minden érdemi döntés előtt az illető szakmát kitanulni. A jogtudomány és a bányászati műszavak összegyűjtéséhez magyarosításához sok adalékkal járult hozzá.

## Álnevei
Gyertyánfy, Komlóssy és Kúthy a Jelenkorban és Társalkodóban (1833-34.)

## Főbb művei
- Műipar, Török Jánossal. Buda, 1841.
- Alsómagyarországi ércművelésről (1832)
- Zweig selmeci bányamester naplója 1703-1707 között (1835 )
- Közlemények a kisdedóvás és nevelés köréből (Buda. 1843 )
- Testőr (novella, 1841)
- Önéletírása (1888. Kéziratban maradt)